# Tagmanns
Tagmanns ist ein Gemeindeteil des Marktes Kirchenthumbach im oberpfälzischen Landkreis Neustadt an der Waldnaab.

## Geografie

### Lage
Das Dorf befindet sich im Norden der Fränkischen Alb und zweieinhalb Kilometer nordwestlich der Ortsmitte von Kirchenthumbach. Die nächste größere Stadt ist das etwa 22 Kilometer nordnordwestlich gelegene Bayreuth. Tagmanns liegt inmitten einer von Äckern und Wiesen geprägten Agrarlandschaft am östlichen Fuß des 565 Meter hohen Mühlrain, einer flachen und unbewaldeten Hügelkuppe, die den Ort um etwa 15 Höhenmeter überragt.

### Nachbarorte
Die Nachbarorte sind (von Norden beginnend im Uhrzeigersinn): Sassenreuth im Nordnordosten, Wölkersdorf im Nordosten, Pfaffenstetten im Ostnordosten, Burggrub im Ostsüdosten, Asbach im Südosten, Görglas im Südsüdosten, Höflas im Süden, Altzirkendorf im Südwesten, Neuzirkendorf im Westsüdwesten, Pechhaus im Westnordwesten und Obertreinreuth im Nordwesten.

## Geschichte
Das bayerische Urkataster zeigt Tagmanns in den 1810er Jahren mit 18 Herdstellen. Vor der Gebietsreform in Bayern war Tagmanns ein Teil der Gemeinde Sassenreuth, die dem ehemaligen Landkreis Eschenbach angehörte und im Rahmen der Gebietsreform in den Markt Kirchenthumbach eingemeindet wurde.

## Religion
Als traditioneller Teil der Oberpfalz gehört die Bevölkerung von Tagmanns überwiegend der katholischen Konfession des Christentums an.

## Baudenkmäler
Im südöstlichen Ortsbereich steht das ursprünglich aus dem 16. Jahrhundert stammende ehemalige Schloss Tagmanns (Standort), das heute das Wohngebäude eines Bauernhofs ist. Bei dem denkmalgeschützten Bauwerk handelt es sich um einen zweigeschossigen traufständigen Steildachbau, der mit der Aktennummer D-3-74-129-33 des BLfD versehen ist. Außerdem gibt es im nordöstlichen Teil des Dorfes einen Bildstock (Standort), auf dessen Sandsteinschaft eine Laterne mit Kreuzdach und Gusseisenkruzifix aufgesetzt ist. Das mit der Jahreszahl „1904“ bezeichnete Objekt ist mit der Aktennummer D-3-74-129-34 versehen.

## Verkehr
Die nördlich von Kirchenthumbach von der Staatsstraße 2120 abzweigende Kreisstraße NEW 43 führt am nördlichen Ortsrand von Tagmanns vorbei und im Anschluss daran nach Obertreinreuth weiter. Vom ÖPNV wird das Dorf an einer Haltestelle der lediglich im Bedarfsfall verkehrenden Regionalbuslinie 8437 bedient.